# دانشگاه ایالتی کالیفرنیا (سکرمنتو)
دانشگاه ایالتی کالیفرنیا در سکرمنتو یک دانشگاه عمومی است و یکی از مجموعه دانشگاه‌های دولتی ایالت کالیفرنیا می‌باشد. تعداد دانشجویان در این دانشگاه حدود ۲۹۰۰۰ نفر می‌باشد. طبق رده‌بندی که توسط «یو اس نیوز اند ورلد ریپورت» در سال ۲۰۰۷ انجام شد، دانشگاه سکرمنتو در رده پنجاه و هفتم بهترین دانشگاه‌های غرب آمریکا قرار گرفت.

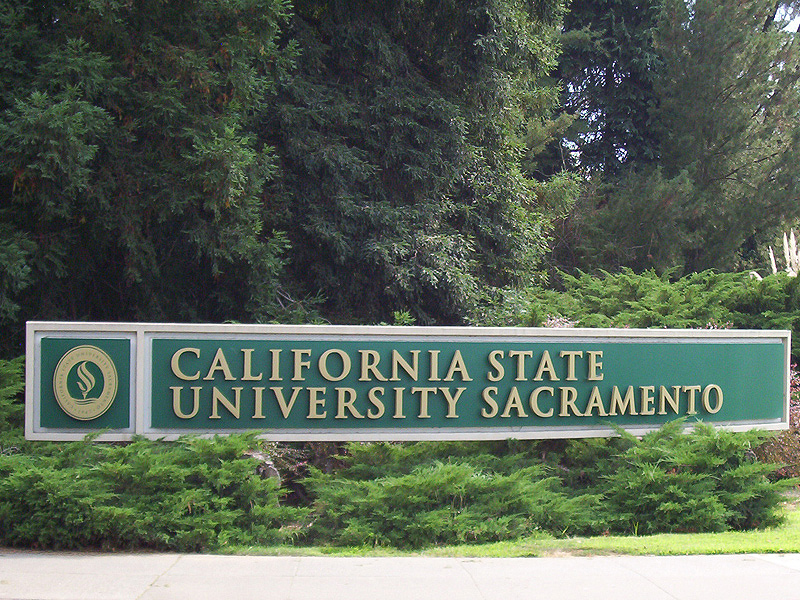

## ایرانیان دانشگاه
- محمود واعظی